# لو أندرادي
لو أندرادي (بالبرتغالية: Luciana Andrade‏) هي عازفة قيثارة وكاتِبة ومغنية وممثلة برازيلية، ولدت في 18 سبتمبر 1978 في فارجينها في البرازيل.

## وصلات خارجية
- لو أندرادي على موقع IMDb (الإنجليزية)
- لو أندرادي على موقع ميوزك برينز (الإنجليزية)
- لو أندرادي على موقع ديسكوغز (الإنجليزية)